# Etroubles

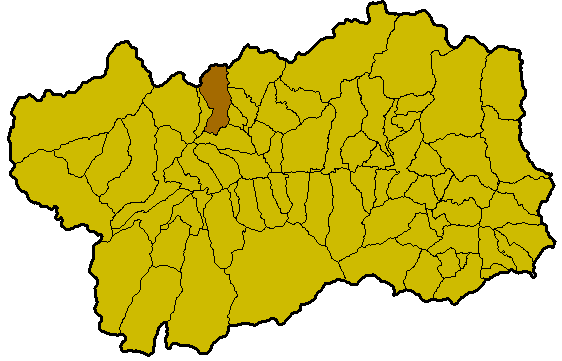
Ubicación del municipio de Etroubles en el Valle de Aosta.

Etroubles (en francés e italiano Étroubles) es una localidad italiana de Valle de Aosta, con 487 habitantes.

## Evolución demográfica
| Gráfica de evolución demográfica de Etroubles entre 1861 y 2001 |
|                                                                 |
| Fuente ISTAT - elaboración gráfica de Wikipedia                 |